# Рехлин (коммуна)
Рехлин (нем. Rechlin) — община в Германии, в земле Мекленбург-Передняя Померания. Входит в состав района Мекленбургское Поозёрье. Подчиняется управлению Рёбель-Мюриц. Население города составляет 2180 человек (на 31 декабря 2010 года). Занимает площадь 77,28 км².
21 февраля 1838 года здесь родился германский политик, журналист и публицист Вильгельм Иоахим Барон фон Гаммерштейн.

## Население
| Год  | Численность | Численность |
| ---- | ----------- | ----------- |
| 2017 | 2009        | [ 2 ]       |
| 2019 | 2016        | [ 3 ]       |
| 2020 | 2043        | [ 4 ]       |
| 2021 | 2051        | [ 5 ]       |
| 2022 | 2086        | [ 6 ]       |
| 2023 | 2041        | [ 7 ]       |
| 2024 | 2079        |             |

## Фотографии

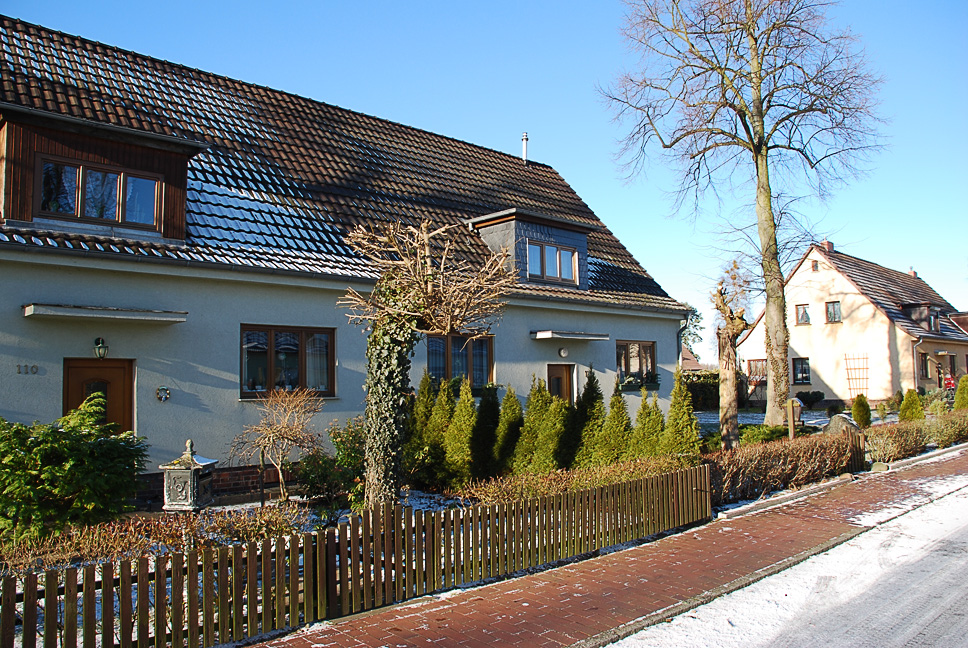
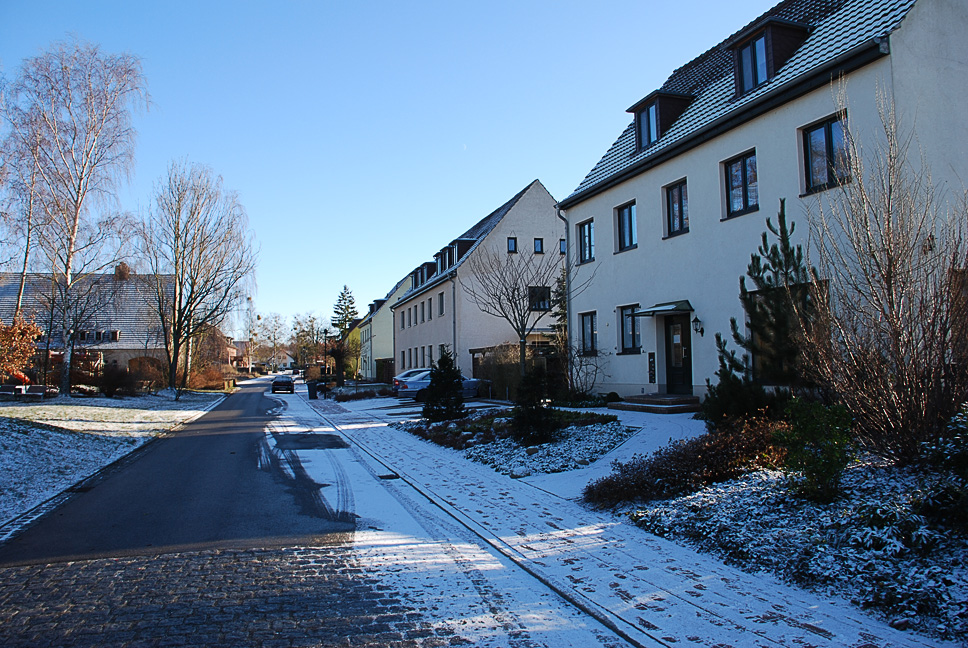
Аккуратные домики Рехлина
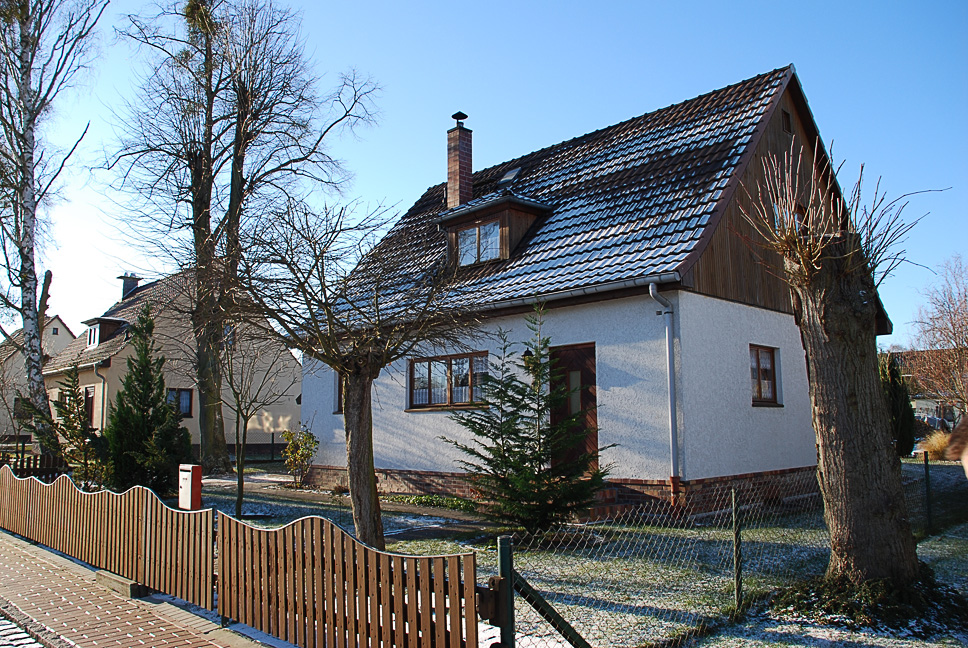
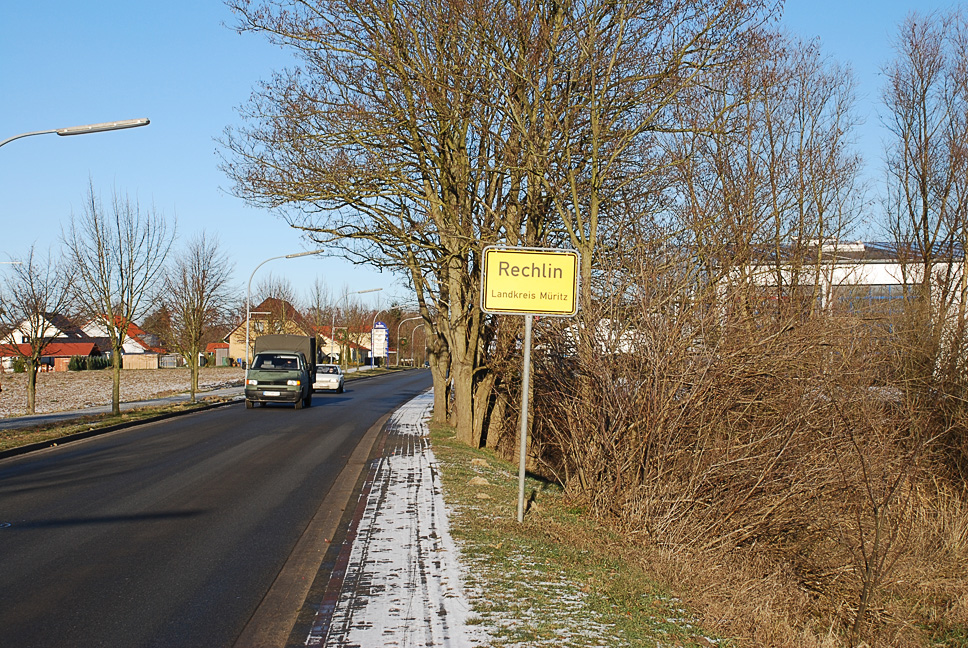
Дорожный знак у въезда в Рехлин